# سیلوین دپلاس
سیلوین دپلاس (انگلیسی: Sylvain Deplace؛ زادهٔ ۴ ژانویهٔ ۱۹۷۲) بازیکن فوتبال سابق اهل فرانسه است که در پست هافبک بازی می‌کرد.
از باشگاه‌هایی که در آن بازی کرده‌است می‌توان به باشگاه فوتبال گنگام، باشگاه فوتبال المپیک لیون، و باشگاه ورزشی مون‌پلیه اشاره کرد.
وی همچنین در تیم ملی فوتبال زیر ۲۱ سال فرانسه بازی کرده‌است.